# Properzia de' Rossi
Properzia de' Rossi, italijanska renesančna kiparka, * 1490, Bologna, † 1530, Bologna
Študirala je pri bolonjskem umetniku in mojstru grafiku Marcantoniju Raimondiju, ki je danes najbolj znan po grafikah po Rafaelovih slikah.

## Življenjepis
Properzia de' Rossi se je rodila v Bologni, hči notarja po imenu Giovanni Martino Rossi da Modena. Kot renesančna ženska je študirala slikarstvo, glasbo, ples, poezijo in klasično literaturo ter risanje pri mojstru grafiku Marcantoniju Raimondiju. Ker se v mladosti ni odločila, kateri način ustvarjanja želi zasledovati, je našla svojo smer, ko se je preizkusila v kiparstvu in po nekaterih virih ustvarila majhna, a zapleteno podrobna umetniška dela na marelicah, breskvah in češnjah. čeprav je to morda bila izmišljotina Vasarija, ki naj bi razložil, kako je ženska znala kipariti. Tema teh majhnih frizov je bila pogosto religiozna, eden najbolj znanih pa je bilo Križanje v breskovi jamici. Čeprav natančen datum njenega prehoda iz slikarstva v kiparstvo ni znan, je očitno, da se je to zgodilo do leta 1520, ko zapisi dokumentirajo njen vstop v natečaj za okrasitev velikega oltarja cerkve Santa Maria della Pace del Baraccano v Bologni. Ob kiparjenju je bila de' Rossijeva opazna po svoji lepoti, intelektu in glasbenih talentih. Ker se ni rodila v družini umetnikov, tako kot večina njenih sodobnic, je imela de' Rossijeva dodatne ovire, da je lahko nadaljevala kiparsko kariero, zlasti v marmorju. Kljub temu se je izobraževala na univerzi v Bologni in pri Raimondiju.

### Glavna naročila
Ko se je približala tridesetim letom, je de' Rossijeva začel delati v velikem obsegu. Njeni doprsni portreti iz marmorja iz tega obdobja so jo postavili na vidno mesto. Zmagala je na natečaju za ustvarjanje kiparstva za zahodno fasado bazilike San Petronio v Bologni. Zapisi kažejo, da je bila plačana za ustvarjanje treh Sibil, dveh angelov in dveh bas-reliefnih plošč, vključno s ploščo, ki prikazuje Jožefova in Putifarjevo ženo, ki je zdaj v muzeju San Petronio v Bologni. Jožef poskuša pobegniti od žene egiptovskega uradnika. Spretno izvedena muskulatura v kombinaciji s klasično obleko razkriva kiparkino znanje o antiki in antičnem kiparstvu. Poleg tega je bila tema Jožefa, ki je pobegnil pred svojo zvodnico, pomembna tema začetka protireformacije, saj je kazala na nevarnost nemorale, povezane z žensko naravo.
Giorgio Vasari je v svojem Življenju Madonne Properzie de' Rossi zapisal, da je bila de' Rossijeva za svoje delo plačana »po najbolj beraški ceni«. To je pripisal slikarju Amico Aspertiniju, ki si je prizadeval, da bi ji uničil naročila in plačila. Kakovost njenih poznejših marmornih doprsnih kipov, vključno z doprsnim kipom grofa Alessandra de Pepolija, ji je prinesla naročilo za dekorativni program na velikem oltarju cerkve Santa Maria del Baraccano v Bologni leta 1524. Čeprav je bila proti moškim tekmecem, je bila de' Rossijeva zmagovalka za zahodno fasado San Petronio, prav tako v Bologni. Del naročila je vključeval marmorno ploščo, ki je prikazovala svetopisemsko zgodbo o Jožefu in Putifarjevi ženi, ki jo pogosto imenujejo njeno najbolj slavno delo. Tu pokaže spretnost prikazovanja junaških figur v širokem in dinamičnem slogu, značilnem za italijansko renesančno reliefno skulpturo. Vasari je to delo pohvalil, a tudi domneval, da prikazuje de' Rossijeve osebne težave neuslišane ljubezni.

### Pravne težave
Življenje de' Rossijeve je bilo opisano kot burno, saj so jo leta 1520 obtožili vandalizma na zasebnem vrtu in leta 1525 napada na drugega umetnika Amica Aspertinija. Poleg tega je o njenem življenju in umetniških dosežkih po naročilu San Petronio malo znanega. Obstaja pa dokumentacija o njenem dolgu do bolnišnice za žrtve kuge leta 1529, kar ne pojasnjuje le njenega pomanjkanja umetniškega ustvarjanja, temveč tudi bankrot, ki ga je doživela kasneje v življenju.

### Poznejša leta
Prvotno pohvaljena zaradi svoje veščine v rezbarjenju sadnih koščic je nadaljevala z oblikovanjem portretnih doprsnih kipov in sčasoma premagala svoje moške tekmece za cerkvena naročila. Vendar pa jo je mučila neuslišana ljubezen do plemiča, očitno je zbolela in umrla brez denarja. Medtem ko je de' Rossijeva v svojem življenju dobila pomembna naročila, je umrla, preden je dosegla štirideset let, bankrotirala in ni imela bližnjih sorodnikov ali prijateljev. Dan njene smrti je bil v zapisih nedvomno zaznamovan zaradi javnega spektakla, ki se je odvijal isti dan. Umrla je istega dne kot je bilo kronanje Karla V. s strani Klemena VII., 24. februarja 1530. Klemenu VII. je bilo rečeno, da je bila de' Rossijeva »plemenit in vzvišen genij« in je bil obveščen o njeni smrti, ko je bil na poti k njej.

## De' Rossijeva vŽivljenju najboljših slikarjev, kiparjev in arhitektov
De' Rossijeva je bila ena od približno 40 umetnic, večinoma slikark, v renesančni Italiji.  Kiparke so bile redke, saj je bilo kiparstvo zaradi moči in vzdržljivosti, ki jo umetniki potrebujejo, bolj moško delo. Bila je ena od štirih žensk, vključenih v Življenje umetnikov Giorgia Vasarija, ki je zbiral biografije tistih, ki jih je imel za najvidnejše umetnike zadnjih stoletij. Vendar njegovi komentarji o de' Rossijevi jasno razložijo njegovo stališče: kiparstvo ni oblika umetnosti, ki bi jo ženske morale poskušati. Na primer, medtem ko za skulpture s sadnimi koščicami pravi »čudežne«, trdi tudi, da je bila de' Rossijina upodobitev žene egiptovskega častnika avtoportret. Trdil je, da de' Rossijeva ni bila uslišana za  naklonjenost Antona Galeazza Malvasie, mladega plemiča, in reliefna plošča ji je omogočila, da je ponazorila zanikanje romantične zveze z Malvazio. Vasarijeva trditev je verjetno temeljila na apokrifni zgodbi; vključitev tega dogodka v njeno biografijo Properzie pa je verjetno posledica prepričanja v renesansi, da je ženska nagnjena k premagovanju in oviranju melanholije. Vasari je uporabil Properzijin San Petronio kot primer, kako vse ženske, tudi tiste velike obrtnice, ne morejo ubežati svoji ženski naravi.